# Scutellospora gregaria
Scutellospora gregaria är en svampart som först beskrevs av N.C. Schenck & T.H. Nicolson, och fick sitt nu gällande namn av C. Walker & F.E. Sanders 1986. Scutellospora gregaria ingår i släktet Scutellospora och familjen Gigasporaceae.   Inga underarter finns listade i Catalogue of Life.